# Adam Rippon
Adam Rippon (* 11. November 1989 in Scranton, Pennsylvania) ist ein US-amerikanischer Eiskunstläufer, der im Einzellauf startet. Er ist der Vier-Kontinente-Meister von 2010.

## Persönliches
Rippon ist das älteste von sechs Kindern. Er wurde taub geboren, aber kann nach einer Operation an der Yale-Universität heute fast perfekt hören. Im Alter von zehn Jahren begann Rippon mit dem Eiskunstlaufen, nachdem ihn seine Mutter, die selbst dem Sport nachging, mit in das Eislaufstadion nahm.
Im Oktober 2015 outete sich Rippon als homosexuell.

## Karriere
Rippon wurde 2008 Juniorenweltmeister und verteidigte diesen Titel im Jahr darauf als erster Eiskunstläufer in der Geschichte. Seine Trainerin war ursprünglich Jelena Sergejewna. 2007 wechselte er zu Nikolai Morosow. 2008 ging er zu Brian Orser. Aktuell wird Rippon von Rafael Arutunian trainiert. Er startet für den Skating Club of New York.
2010 gewann Rippon die Vier-Kontinente-Meisterschaften. Durch die Absagen von Evan Lysacek und Johnny Weir bestritt Rippon seine erste Weltmeisterschaft bei den Senioren 2010 in Turin, wo er auf Anhieb Sechster wurde. Seinen zweiten Auftritt bei Weltmeisterschaften hatte er als US-Vize-Meister zwei Jahre später in Nizza. Dort reichte es allerdings nur zum dreizehnten Platz.
Bis Rippon sich erneut für eine Weltmeisterschaft qualifizieren zu können, dauerte es drei weitere Jahre bis 2015, als er erneut als US-Vize-Meister antretend, bei der Weltmeisterschaft in Shanghai den achten Platz erreichte.
Im Januar 2016 wurde Adam Rippon erstmals US-amerikanischer Meister bei den Senioren und trat damit als aussichtsreichster US-Amerikaner zur Heim-WM in Boston an. Rippon enttäuschte die hohen Erwartungen nicht. In der Kür versuchte er den vierfachen Lutz; dieser wurde ihm jedoch als unterrotiert abgewertet. Dennoch zeigte der merklich gereifte US-Amerikaner eine gelöste und mitreißende Kür zu einem Beatles-Medley, die am Ende mit Jubelstürmen des Publikums aufgenommen wurde. Am Ende reichte es für ihn nach der viertbesten Kür des Feldes zum sechsten Platz. Dabei verbesserte er seine persönlichen Punktebestleistungen in Kurzprogramm (85,72), Kür (178,72) als auch Gesamtleistung (264,44). Dank der zwei dritten Plätze bei Skate America und der Trophée de France, wo er seine beste Kür bis dato lief und erstmals einen vierfach Toeloop stand, qualifizierte er sich das erste Mal in seiner Karriere für das Grand-Prix-Finale, wo er Platz sechs belegte.
2017 gelang es ihm, sich für die Olympischen Spiele zu qualifizieren, wo er im Einzellauf den zehnten Platz belegte und im Teamwettbewerb an der Bronzemedaille beteiligt war. Seitdem lief er keinen weiteren Wettbewerb, trat aber noch nicht offiziell zurück.
Im Jahr 2019 veröffentlichte er seine Autobiographie „Beautiful on the Outside – A Memoir“.

## Ergebnisse
| Olympische Winterspiele          |       |       |       |       |       |       |       |       |       |       | 10.   |
| Weltmeisterschaften              |       |       | 6.    |       | 13.   |       |       | 8.    | 6.    |       |       |
| Vier-Kontinente-Meisterschaften  |       |       | 1.    | 5.    | 4.    | Z     | 8.    | 10.   |       |       |       |
| Juniorenweltmeisterschaften      | 1.    | 1.    |       |       |       |       |       |       |       |       |       |
| US-amerikanische Meisterschaften | 1. J  | 7.    | 5.    | 5.    | 2.    | 5.    | 8.    | 2.    | 1.    |       | 4.    |
| -                                |       |       |       |       |       |       |       |       |       |       |       |
| Grand-Prix-Wettbewerb / Saison   | 07/08 | 08/09 | 09/10 | 10/11 | 11/12 | 12/13 | 13/14 | 14/15 | 15/16 | 16/17 | 17/18 |
| Grand-Prix-Finale                |       |       |       |       |       |       |       |       |       | 6.    | 5.    |
| Skate America                    |       | 8.    |       | 4.    |       |       | 2.    |       |       | 3.    | 2.    |
| Skate Canada                     |       |       |       | 3.    | 4.    |       |       | 10.   | 4.    |       |       |
| Cup of Russia                    |       | 5.    |       |       |       |       |       |       | 4.    |       |       |
| Trophée Eric Bompard             |       |       | 3.    |       | 4.    |       |       | 5.    |       | 3.    |       |
| NHK Trophy                       |       |       | 6.    |       |       | 8.    | 4.    |       |       |       | 2.    |
| Cup of China                     |       |       |       |       |       | 4.    |       |       |       |       |       |

- J = Junioren; Z = Zurückgezogen